# Marxapeu
El marxapeu

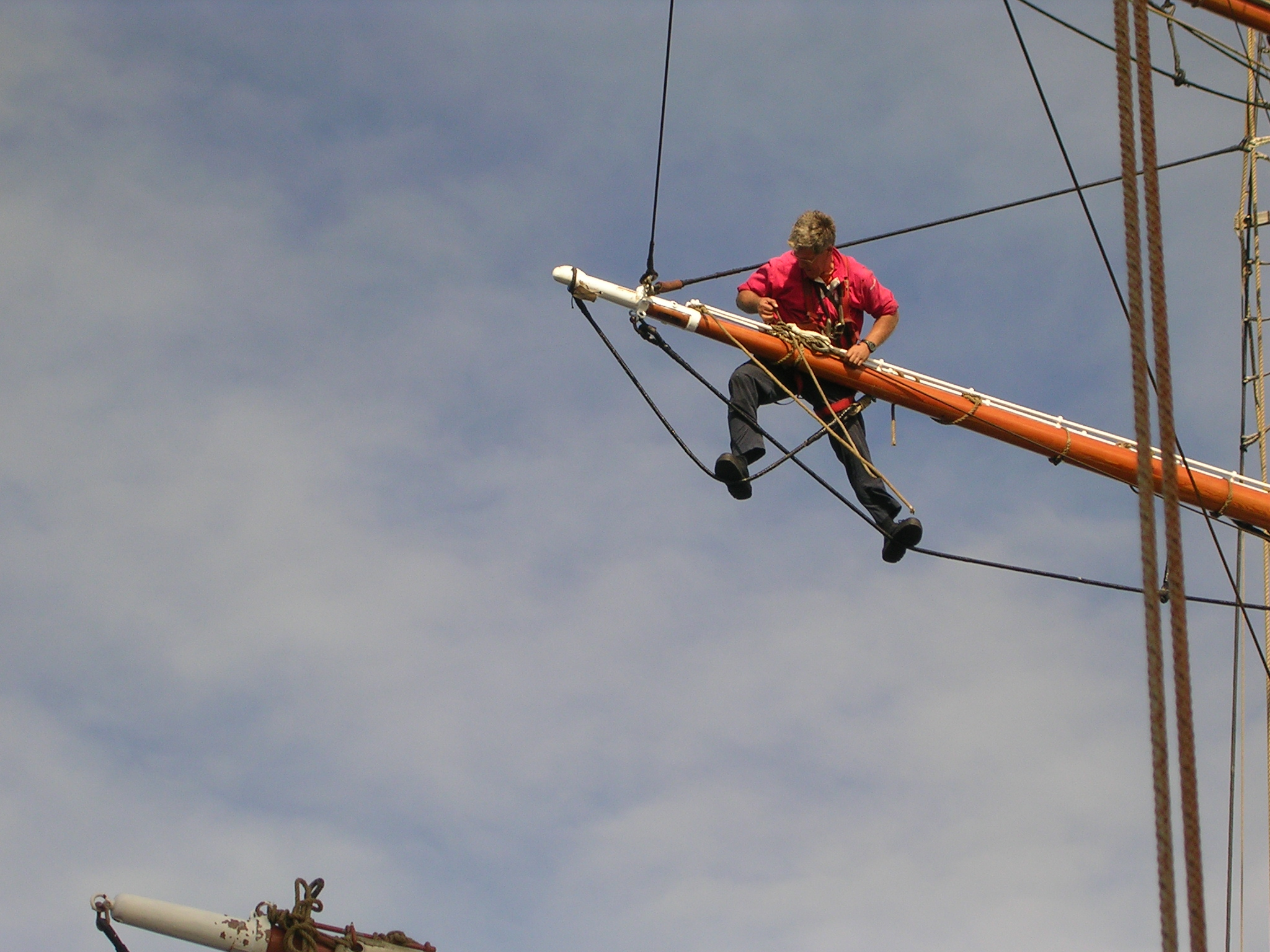
Mariner treballant sobre un marxapeu. El seu peu esquerre reposa sobre el marxapeu. El peu dret reposa sobre un estrep addicional (anomenat Flemish horse en anglès).

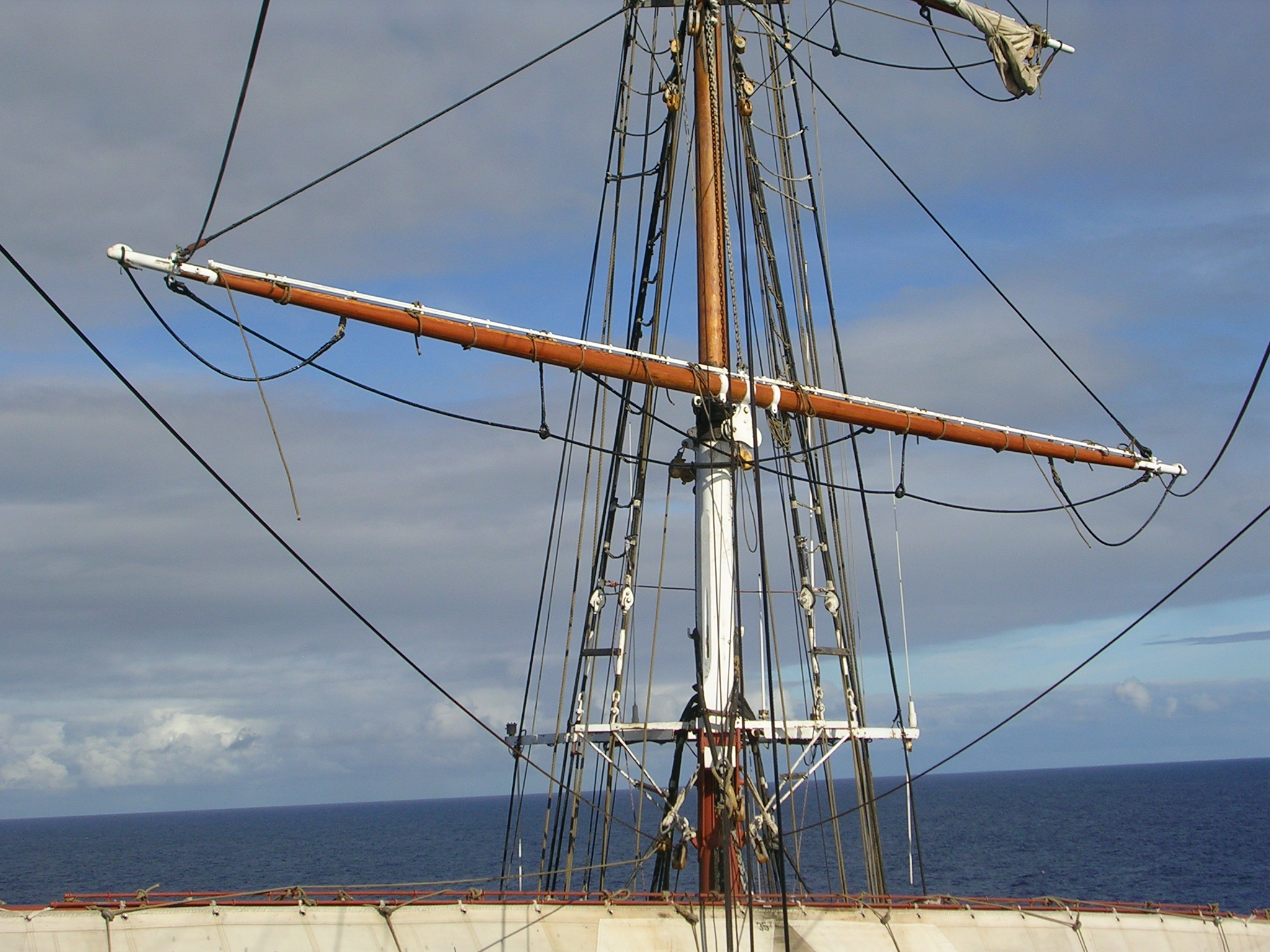
Verga de la goneta mestra del bergantí Stavros S Niarchos.

és una corda que forma part de l'eixàrcia ferma i serveix de suport als mariners que treballen en una verga.

## Descripció
El marxapeu és una corda horitzontal que penja d'una verga sostinguda per cordes verticals anomenades estreps. El extrems del marxapeu van lligats directament a la verga prop dels penols (extrems de la verga) adoptant una posició inclinada.

## Funció
Les veles quadres tradicionals poden ser hissades i arriades des de coberta però per a lligar-les a la verga corresponent (o deslligar-les) exigeix fer-ho manualment. Uns quants mariners han de pujar fins a la verga i procedir a lligar o deslligar cada vela manualment. El marxapeu permet el desplaçament dels mariners des del pal (la cofa o creueta) al llarg de la verga. El desplaçament pot fer-se agafant-se de la vela i la verga, trepitjant el marxapeu. Per a lligar o deslligar els botafions cal tenir les mans lliures, recolzant el diafragma sobre la verga.

### El “Flemish horse”
Els extrems del marxapeu són inclinats i no permeten una maniobra segura. La solució es basa en un estrep addicional (anomenat “Flemish horse” en anglès) que permet posar un peu en posició segura a la distància adequada de la verga.

## Seguretat
En els velers antics els mariners no disposaven de cap sistema de seguretat passiu. La caiguda des d'una verga fins a coberta suposava una mort segura. La caiguda al mar no era gaire millor. A part de les possibles lesions la recuperació del mariner caigut de nit o en cas de tempesta era gairebé impossible.
En els velers moderns els mariners poden enganxar un arnès a una guia especial afegida a la verga. La pujada a la cofa acostuma a fer-se sense arnès.

## Comoditat
Treballar amb els peus nus o amb un calçat flexible pot ser cansat i dolorós en una tasca llarga sobre el marxapeu. Alguns experts aconsellen emprar un calçat de sola rígida per a repartir la pressió sobre les plantes dels peus.